# 诺曼·哈里森
诺曼·哈里森（英語：Norman Harrison，1939年5月13日—），澳大利亚男子射击运动员。他曾代表澳大利亚参加1974年英联邦运动会射击比赛，获得一枚银牌。他也曾参加1976年夏季奥运会。